# Zeitschrift für Medien- und Kulturforschung
Die Zeitschrift für Medien- und Kulturforschung (ZMK) war eine deutsche Fachzeitschrift im Bereich der Medienwissenschaft, die am Internationalen Kolleg für Kulturtechnikforschung und Medienphilosophie (IKKM) von Lorenz Engell und Bernhard Siegert herausgegeben und von Harun Maye und Leander Scholz redaktionell betreut wurde. Sie erschien zweimal jährlich im Felix Meiner Verlag.
Die ZMK zielte auf die fächerübergreifende Diskussion einer Theorie der Kulturtechniken sowie medienphilosophischer Problemstellungen. Dabei ging sie davon aus, dass sich die Evolution medienkultureller Zusammenhänge nur adäquat erfassen lässt, wenn der Rolle von Artefakten, Apparaturen und Dispositiven bei Kulturleistungen und deren Reflexion Rechnung getragen wird. Der Schwerpunkt der Fachbeiträge lag daher auf der Analyse der Wechselbeziehungen von Handlungen, Erkenntnissen und Werken in Ensembles aus menschlichen und nichtmenschlichen Agenten. Damit bot die Zeitschrift auch der inzwischen als Fachdisziplin etablierten kulturwissenschaftlichen Medienforschung ein internationales Forum.
Mit dem Ende der Projektlaufzeit des IKKM im Frühjahr 2020 ist auch die ZMK eingestellt worden.
Eine Langzeitarchivierung der Zeitschrift ist in der Staats- und Universitätsbibliothek Hamburg gewährleistet.

## Schwerpunktthemen
- 00 (2009): Angst
- 1/1 (2010): Kulturtechnik
- 1/2 (2010): Medienphilosophie
- 2/1 (2011): Offene Objekte
- 2/2 (2011): Medien des Rechts
- 3/1 (2012): Entwerfen
- 3/2 (2012): Kollektiv
- 4/1 (2013): Medienanthropologie
- 4/2 (2013): ANT und die Medien
- 5/1 (2014): Producing Places
- 5/2 (2014): Synchronisation
- 6/1 (2015): Textil
- 6/2 (2015): Sendung
- 7/1 (2016): Verschwinden
- 7/2 (2016): Medien der Natur
- 8/1 (2017): Inkarnieren
- 8/2 (2017): Operative Ontologien
- 9/1 (2018): Mediocene
- 9/2 (2018): Alternative Fakten
- 10/1 (2019): Ontography
- 10/2 (2019): Blockchain
- 11/1 (2020): Schalten und Walten